# Federação Santomense de Futebol
Die Federação Santomense de Futebol (FSF) ist der Fußball-Sportverband in São Tomé und Príncipe. 
Der Verband wurde 1975 gegründet, nach der Unabhängigkeit von Portugal. 1986 trat die FSF sowohl dem Kontinentalverband CAF als auch dem Weltverband FIFA bei. Die FSF organisiert seit 1977 die nationale Fußball-Liga Campeonato Santomense de Futebol und ist für die Fußballnationalmannschaft von São Tomé und Príncipe zuständig. Aktueller Präsident ist Idalécio Custódio Pachire.